# 埃米利亞諾·博納佐利
埃米利亞諾·博納佐利（Emiliano Bonazzoli，1979年1月20日—）是一位已退役意大利足球運動員。在場上他司職前鋒。